# Santa Cruz (Córdoba)
Santa Cruz es una barriada periférica de Córdoba, situada a 22 kilómetros de la ciudad y a una altitud de 340 metros. Su vía de acceso es la carretera N-432 que une Córdoba con Granada. Pertenece al Ayuntamiento de Córdoba, siendo su gentilicio el de santacruceños. 
Dista de un kilómetro del río Guadajoz —Salsum flumen en época romana— que es salvado por el puente de la N-432 mediante el que se accede a ella desde el sur.

## Historia
Los orígenes de la localidad son desconocidos. En 1492 el lugar de Santa Cruz fue adquirido por el señor de Aguilar y Montilla, Alfonso Fernández de Córdoba, al señor de Guadalcázar. Desde ese momento la localidad quedó ligada a Montilla, a cuyo municipio llegó a pertenecer durante muchos años. En la década de 1950 el Instituto Nacional de Colonización (INC) estableció un pequeño asentamiento de colonización en la zona, si bien el proceso consistió más en una ampliación de la localidad ya existente mediante la adición de varios huertos familiares.
Durante muchas décadas Santa Cruz constituyó un enclave de Montilla separado del municipio matriz por los términos municipales de Montemayor y de Córdoba. Ello terminaría derivando en dificultades de índole administrativa para los habitantes. Tras un proceso de varios años, en 1996 se acordó la segregación de Santa Cruz respecto de Montilla y su integración en Córdoba.

## Monumentos y lugares de interés
- Parroquia de Nuestra Señora de la Encarnación
- Torre-cortijo de Torres Cabrera
- Zona arqueológica de Ategua

## Cultura
En Semana Santa era la costumbre de hacer las magdalenas y los mostachones en el horno de Villegas. Esta costumbre perdura en la actualidad. Hoy en día se sigue realizando, a mediados de marzo, la romería que acoge a bastantes habitantes de Santa Cruz y de otros lugares, a pasar un gran día de campo y perol.
La romería de San Isidro se celebra el sábado más cercano al día del santo (15 de mayo) en el camino de la Vega e incluye un concurso de peroles.
La feria de Santa Cruz coincide con el día de Santiago —a últimos de julio—. Antes se realizaba la Fiesta de la Patata donde, aparte de la bebida, la comida estrella era todo aquello relacionado con patata, tortilla, etc.